# Толопченко, Александр Степанович
Александр Степанович Толопченко (род. 17 марта 1924) — участник Великой Отечественной войны, водитель, почётный гражданин города Батайска (2000).

## Биография
Родился 17 марта 1924 года в селе Новониколаевка Азовского района Донского округа Юго-Восточной области, ныне Ростовской области. 
В возрасте 16-ти лет, в 1940 году по направлению от партийных и правительственных органов стал работать на строительстве водохранилища в Краснодарском крае. Труд был ручной, дамбу водохранилища настилали вручную - носилками и тачками. Позже стал работать слесарем на Лензаводе города Ростова-на-Дону.
В феврале 1942 года призван в ряды Советской Армии, участник Великой Отечественной войны. 10 марта 1942 года принял присягу и был зачислен в 416-ю стрелковую дивизию. В боевых действиях участвовал сначала в 316-й пехотной дивизии, а затем был переведён в 9-ю Краснодарскую пластунскую дивизию. 
Войну завершил 12 мая 1945 года в районе города Праги. Продолжал служить в Советской Армии до 1947 года.
Ему было объявлено пять благодарностей за участие в освобождении городов, крупных центров промышленности, важных узлов коммуникаций и  опорных пунктов обороны на Краковском и Чехословацком направлениях. Уволен с военной службы в марте 1947 года. Владея специальностью слесарь, после войны был направлен на строительство Волгодонского канала.
Позже в Ростове завершил обучение на трехмесячных курсах водителей автомобилей. С 1950 года стал работать шофёром автобазы Красноармейского строительного отряда.
В 1952 году перешёл работать водителем в совхоз «Советская Россия». Проработал в сельском хозяйстве более 40 лет. в 1993 году вышел на заслуженный отдых. 
Активно занимался общественной работой. В городе Батайске вёл направление по патриотическому воспитанию молодежи. Являлся членом городского совета ветеранов войны и труда, членом совета ветеранов в ветеранской организации м/р №5, активным членом КТОС м/р №5.
По решению депутатов городской Думы в 2000 года ему присвоено звание "Почетный гражданин города Батайска Ростовской области".
Проживал в городе Батайске.

## Награды
За боевые и трудовые успехи удостоен:
- два Ордена Отечественной войны II степени
- Орден Красной Звезды
- Орден Славы II и III степеней,
- медаль За отвагу
- Медаль «За победу над Германией в Великой Отечественной войне 1941—1945 гг.»
- другие медали.
- Почётный гражданин города Батайска (2000 год).